# Сюч, Дьёрдь
Дьёрдь Сюч (венг. Szűcs György; 23 апреля 1912, Сомбатхей — 10 декабря 1991, Будапешт) — венгерский футболист, полузащитник, Вице-чемпион мира 1938 года.

## Клубная карьера
Сюч является воспитанником футбольного клуба «Сомбатхей», за который играл на молодёжном и взрослом уровне. В 1932 году он перешёл в будапештский «Уйпешт», с которым трижды становился чемпионом Венгрии. Дебютировал в чемпионате в декабре 1932 года в игре 11 тура с клубом «Шорокшар», после чего выступал во всех последующих матчах того сезона, сменив в основе команды одного из лидеров прошлых лет Ференца Боршаньи. Сюч быстро стал незаменимым игроком основы клуба, на многие годы закрепив за собой позицию центрального полузащитника. Он хорошо играл обеими ногами, обладал хорошей техникой и отличным видением поля. Постоянным партнером Дьёрдья в полузащите клуба и сборной был Анталь Салаи. В 1933 году Сюч впервые сыграл в Кубке Центральной Европы. В первом раунде турнира «Уйпешт» безнадежно уступил итальянскому «Ювентусу» (2:4, 2:6). В следующем году венгерский клуб переиграл действующего чемпиона турнира «Аустрию» (2:1, 2:1), но в следующем снова уступил «Ювентусу» (1:1, 1:3). В 1939 году Сюч вместе с одноклубниками всё же стал обладателем Кубка стран Центральной Европы. По окончании сезона 1940/1941 Сюч оставил «Уйпешт», в составе которого за девять сезонов в чемпионате сыграл 187 матчей и забил 5 голов.

## Национальная сборная
В 1934 году Сюч был впервые вызван в национальную сборную Венгрии, сыграл в матче со сборной Германии, где сборная проиграла 1:3. Несмотря на неудачный дебют, Сюч быстро закрепился в основе, и всего через несколько месяцев вошёл в состав команды, которая победила сборную Англии со счетом 2:1 в Будапеште. В 1934—1939 годах он сыграл за сборную 25 матчей. В составе сборной Венгрии Сюч выступал на чемпионатах мира 1934 и 1938 годов, на последнем вместе с командой стал серебряным призёром первенства.

## Карьера в качестве тренера
В 1950-х годах Сюч перешёл на тренерскую работу. Он тренировал ряд венгерских клубов, а в 1966—1967 годах работал с национальной сборной Ирана, которая под его руководством завоевала серебряную медаль на Азиатских играх 1966.

## Достижения
Уйпешт
- Чемпион Венгрии (3): 1932/33, 1934/35, 1938/39
- Обладатель Кубка Митропы: 1939

 Сборная Венгрии
- Вице-чемпион мира: 1938